# Crotalus stephensi
Crotalus stephensi – gatunek jadowitego węża z podrodziny grzechotników (Crotalinae) należącej do rodziny żmijowatych (Viperidae). Dawniej bywał przez różnych autorów klasyfikowany jako podgatunek grzechotnika kropiatego (Crotalus mitchellii).
Osobniki dorosłe osiągają zwykle długość między 60 a 120 cm, czasami minimalnie więcej. Ubarwienie osobników tego gatunku jest bardzo zmienne. Występują na terenie Stanów Zjednoczonych na obszarze Kalifornii i Nevady. Osobniki tego gatunku są bardzo nerwowe, atakują z byle powodu. Żywią się drobnymi kręgowcami.